# Lieber Gott mach mich blind
Lieber Gott mach mich blind ist das erste Theaterstück von Wilhelm Genazino. Es wurde am 8. Oktober 2005 unter der Regie von Henri Hohenemser im Staatstheater Darmstadt uraufgeführt. Ein Jahr zuvor war der Zweiakter mit dem „Autorenpreis des Heidelberger Stückemarkts“ prämiert worden. Das Frankfurter Autoren Theater hat das Stück im Repertoire.

## Inhalt
Einmal muss Schluss sein, sagen sich der 61-jährige berufstätige Robert und dessen 30-jährige Schwiegertochter Teresa. Beide spielen auf ihre ehelichen Pflichten an. Robert hat sogar noch außereheliche. Martha, Roberts 60-jährige Ehefrau, umschreibt dieses leidige Thema knapp, aber prägnant, als sie Teresa insistiert: „Andreas hat gesagt, du läßt ihn nicht mehr ran.“ Andreas ist Teresas 33-jähriger Ehemann und der Sohn des älteren Paares. Teresa drückt ihre Not noch deutlicher aus. Zwar fehle ihr nichts, doch sie leide unter „Fickzwang“.
Martha können die Differenzen des jungen Paares nicht verborgen geblieben sein, denn sie schenkt der Schwiegertochter eine größere Summe Geldes zum Ankauf attraktiverer Oberbekleidung. Die Schwiegermama fürchtet, der Sohn könnte der unansehnlichen jungen Frau davonlaufen. Schließlich nützen alle elterlichen Anstrengungen nichts. Am Ende des Stücks läuft Teresa mit zwei gepackten Koffern zu einem Asthmatiker, der mitunter während des Beischlafs einen Anfall bekommt. Bevor Teresa geht, will Robert unter vier Augen den Grund des ehelichen Zerwürfnisses genau wissen. Die junge enttäuschte Ehefrau bleibt keine Antwort schuldig. Andreas verteile während und nach dem Geschlechtsakt Schulnoten für Teresas Haltung während der Aktionen.
Robert ist ein komplizierterer Fall als die entschlussfreudige Schwiegertochter. Er will, dass Teresa bleibt. Sie missversteht ihn. Er will keinen Geschlechtsverkehr mit ihr, sondern Teresa soll zusammen mit Robert eine Fraktion bilden, die Martha und Iris das Motto des Stücks an den Kopf werfen: Einmal muss Schluss sein.
Leider kann Teresa nicht hören. Sie glaubt dem Schwiegervater nicht. Iris ist die um die 55-jährige Freundin von Martha und Robert. Genauer, sie war in jüngeren Jahren die Geliebte Roberts. Martha duldete und duldet die Liaison lachend. Robert ist sich unschlüssig. Einerseits will er mit Iris Schluss machen, weil er im herannahenden Alter kaum noch Lust verspürt. Weil aber ein Ende für die ehemalige Geliebte nicht in Frage kommt, schlägt er ihr als Ausweg Perversionen im Bad vor. Daraus wird nichts. Iris stellt sich ungeschickt an. Überdies kommt Martha zur Tür herein.

## Form
Unter der kruden Oberfläche verbirgt sich mindestens eine zweideutige Bedeutungsebene. Zum Beispiel Robert will angeblich seine Ruhe haben, nachdem er – erschöpft von der Arbeit – die Wohnung betreten hat. Also muss Ehegattin Martha an jedem Werktag zu der bewussten Zeit das Weite suchen. Verständlich, denkt der erfahrenere Zuschauer, Robert will seine Ruhe. So weit so gut. Der Handlungsverlauf lässt aber eine zweite Auslegung zu. Martha muss nachmittags bei jedem Wetter die Wohnung räumen, damit Robert ungestört Iris auf perverse Art und Teresa auf begrabschende Weise – freilich in beiden Fällen ohne Erfolg – nähertreten kann.
In dem Stück kommt der Zuschauer in mancher Hinsicht auf seine Kosten. Lustig anzusehen ist beispielsweise das komische Dreieck Martha – Robert – Iris. Zudem zieht Wilhelm Genazino alle möglichen Klamaukregister: Da gibt etwa Robert die elektrische Spannung in Ampere an.

## Anmerkung
1. ↑  
Nachdem Martha „vögeln“ (verwendete Ausgabe, S. 42, 12. Z.v.o.) für „koitieren“ ausgesprochen hat, verabschiedet sich die Mehrzahl der Mitwirkenden ein für alle Mal von der seit Jahrhunderten auf deutschsprachigen Bühnen angezeigten Hochsprache.  Wilhelm Genazino legt in der Folge das schlechte Wort auch noch Robert (verwendete Ausgabe, S. 72, 1. Z.v.u.), Iris (verwendete Ausgabe, S. 63, 2. Z.v.u.) und Teresa (verwendete Ausgabe, S. 69, 9. Z.v.o. sowie S. 72, 7. Z.v.u.) in den Mund. Also, allen Figuren – Andreas ausgenommen – wird unkultiviertes Sprechen gestattet. Ordinär-direkt darf insbesondere Teresa auftreten. Sie sagt zum Beispiel „Möpse“ (verwendete Ausgabe, S. 72, 14. Z.v.o.) für „Brüste“.